# Arremate
Arremate.com foi uma empresa de comércio eletrônico fundada em 31 de Agosto de 1999 na Argentina por Alex Oxenford.

## História
Estreou seu site em Agosto como DeRemate.com e expandiu-se para outros países da América Latina, incluindo o Brasil, onde concorria com o MercadoLivre e Lokau.
No final de 2005 as operações do Arremate no Brasil foram vendidas para o MercadoLivre, com exceção das operações na Argentina e no Chile, que foram vendidas ao grupo La Nación.